# George Regas

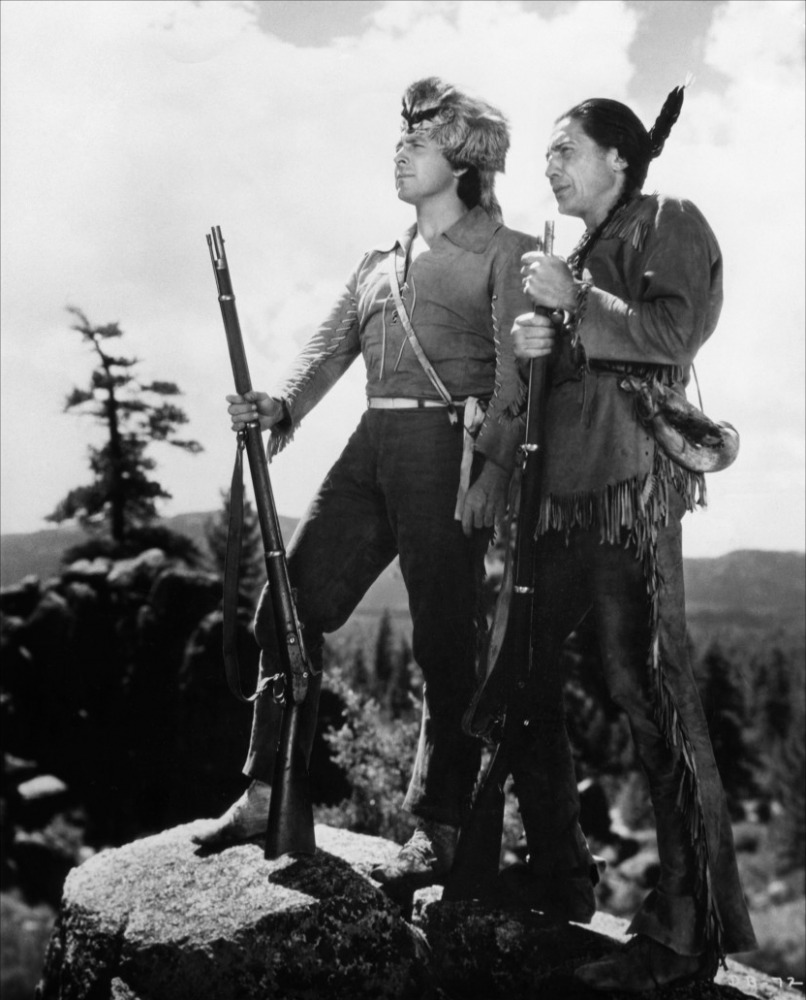
Autre vue de Daniel Boone (1936) :
George O'Brien (à gauche) et George Regas

George Regas (parfois crédité George Rigas) est un acteur d'origine grecque, né Geórgios Rígas (en grec : Γεώργιος Ρήγας) à Sparte (Péloponnèse, Grèce) le 9 novembre 1890, mort à Los Angeles (Californie, États-Unis) le 13 décembre 1940.

## Biographie
Après des débuts au théâtre dans son pays natal, il émigre aux États-Unis où il s'installe définitivement. Il joue une seule fois à Broadway (New York), en 1932, dans la pièce Zombie de Kenneth S. Webb.
Au cinéma, sous son nom américanisé de George Regas (parfois George Rigas), il apparaît dans quatre-vingt-treize films américains (dont dix films muets), entre 1921 et 1940, année de sa mort prématurée, des complications d'une opération chirurgicale. On le retrouve régulièrement dans des seconds rôles de caractère (souvent non crédités) de type grec ou hispanique, ou encore d'indiens, à l'occasion de plusieurs westerns. Notons sa contribution à trois films adaptés du roman Beau Geste de Percival Christopher Wren, Beau Geste, version muette de 1926, puis Beau Ideal en 1931, et enfin Beau Geste, version de 1939 (avec Gary Cooper) ; dans les deux premiers, Ralph Forbes — qu'il retrouvera en 1936 dans Daniel Boone — interprète John Geste.
Son dernier film (sorti en 1940, un mois avant sa mort), l'un de ses plus connus, est Le Signe de Zorro, où il personnifie le Sergent Gonzales, aux côtés de Tyrone Power et Basil Rathbone.

## Filmographie partielle
- 1921 : Le Signal de l'amour (The Love Light) de Frances Marion
- 1922 : Omar the Tentmaker de James Young
- 1925 : Détresse (That Royle Girl) de D. W. Griffith
- 1925 : Le Fils prodigue (The Wanderer) de Raoul Walsh
- 1926 : Beau Geste de Herbert Brenon
- 1926 : La Roche qui tue (Desert Gold) de George B. Seitz
- 1929 : Le Peau-rouge (en) (Redskin) de Victor Schertzinger
- 1929 : Le Forban (The Rescue) de Herbert Brenon
- 1929 : Le Chant du loup (The Wolf Song) de Victor Fleming
- 1929 : Requins de haute mer (Sea Fury) de George Melford
- 1929 : Acquitted de Frank R. Strayer
- 1930 : Alma de Gaucho de Henry Otto
- 1930 : Hearts and Hoofs de Wallace Fox
- 1931 : Beau Ideal de Herbert Brenon
- 1931 : Battling with Buffalo Bill de Ray Taylor (serial)
- 1931 : Caught Cheating de Frank R. Strayer
- 1931 : Riders of the North (en) de J. P. McGowan
- 1931 : Les Carrefours de la ville (City Streets) de Rouben Mamoulian
- 1931 : Forbidden Adventure ( ou Newly Rich) de Norman Taurog
- 1933 : Destination inconnue (Destination unknown) de Tay Garnett
- 1933 : Le Signal (Central Airport) de William A. Wellman et Alfred E. Green
- 1933 : L'Amour guide de Norman Taurog
- 1933 : La Boule rouge (Blood Money) de Rowland Brown
- 1934 : Le Retour de Bulldog Drummond (Bulldog Drummond strikes back) de Roy Del Ruth
- 1934 : Viva Villa ! de Jack Conway
- 1934 : Grand Canary de Irving Cummings
- 1934 : Kid Millions de Roy Del Ruth
- 1934 : Rose-Marie de W. S. Van Dyke
- 1935 : The Red Blood of Courage (en) de John English
- 1935 : Les Trois Lanciers du Bengale (The Lives of a Bengal Lancer) de Henry Hathaway
- 1935 : Ville frontière (Bordertown) de Archie Mayo
- 1935 : Rivaux (Under Pressure) de Raoul Walsh
- 1935 : Eight Bells (en) de Roy William Neill
- 1935 : In Caliente de Lloyd Bacon
- 1935 : Poursuite (Pursuit) de Edwin L. Marin
- 1935 : Le Mirage de l'amour de Alfred E. Green
- 1936 : Night Cargo (en) de Charles Hutchison
- 1936 : Daniel Boone de David Howard
- 1936 : Robin des Bois d'El Dorado (The Robin Hood of El Dorado) de William A. Wellman
- 1936 : The Girl from Mandalay (en) de Howard Bretherton
- 1936 : Sous deux drapeaux (Under Two Flags) de Frank Lloyd
- 1936 : Sworn Enemy (en) de Edwin L. Marin
- 1936 : La Charge de la brigade légère (The Charge of the Light Brigade) de Michael Curtiz
- 1936 : L'Île de la furie (Isle of Fury) de Frank McDonald
- 1937 : L'Amour à Waikiki (Waikiki Wedding) de Frank Tuttle
- 1937 : Left-Handed Law de Lesley Selander
- 1937 : The Californian (it) de Gus Meins
- 1937 : Aventure en Espagne (Love under Fire) de George Marshall
- 1937 : Nuits d'Arabie (Ali Baba goes to Town) de David Butler
- 1938 : M. Moto court sa chance (Mr. Moto takes a Chance) de Norman Foster
- 1938 : Torchy Blane in Panama (en) de William Clemens
- 1938 : Quatre Hommes et une prière (Four Men and a Prayer) de John Ford
- 1938 : Frou-Frou (The Toy Wife) de Richard Thorpe
- 1939 : Le Mystère de la maison Norman (The Cat and the Canary) de Elliott Nugent
- 1939 : Arrest Bulldog Drummond (en) de James Patrick Hogan
- 1939 : Gunga Din de George Stevens
- 1939 : Terreur à l'ouest (The Oklahoma Kid) de Lloyd Bacon
- 1939 : Pacific Express (Union Pacific) de Cecil B. DeMille
- 1939 : Beau Geste de William A. Wellman
- 1939 : Sherlock Holmes (The Adventures of Sherlock Holmes) de Alfred L. Werker
- 1939 : La Mousson (The Rains came) de Clarence Brown
- 1939 : The Mad Empress (en) de Miguel Contreras Torres (coproduction américano-mexicaine)
- 1939 : La Lumière qui s'éteint (The Light that failed) de William A. Wellman
- 1940 : La Caravane héroïque (Virginia City) de Michael Curtiz
- 1940 : Voyage sans retour (’Til we meet again) de Edmund Goulding
- 1940 : Torrid Zone de William Keighley
- 1940 : Les Tuniques écarlates (North West Mounted Police) de Cecil B. DeMille
- 1940 : Le Signe de Zorro (The Mark of Zorro) de Rouben Mamoulian